# Chiesa di Santa Maria Maggiore (Ravenna)
La chiesa di Santa Maria Maggiore è una chiesa di Ravenna, che si trova di fronte alla basilica di San Vitale, e al Mausoleo di Galla Placidia.

## Storia
I lavori di costruzione della chiesa dedicata alla Vergine iniziarono nel 526 per volere del vescovo di Ravenna Ecclesio e terminarono circa sette anni dopo, nel 532, data della morte dello stesso vescovo che l'aveva consacrata prima di morire.
Fra il IX e il X secolo, venne costruito il campanile cilindrico.
L'edificio, in stile paleocristiano con pianta centrale, fu fortemente modificato nel 1671 dall'architetto Pietro Grossi che all'originaria pianta centrale preferì una pianta basilicale a tre navate con due file di archi a tutto sesto.

## Descrizione

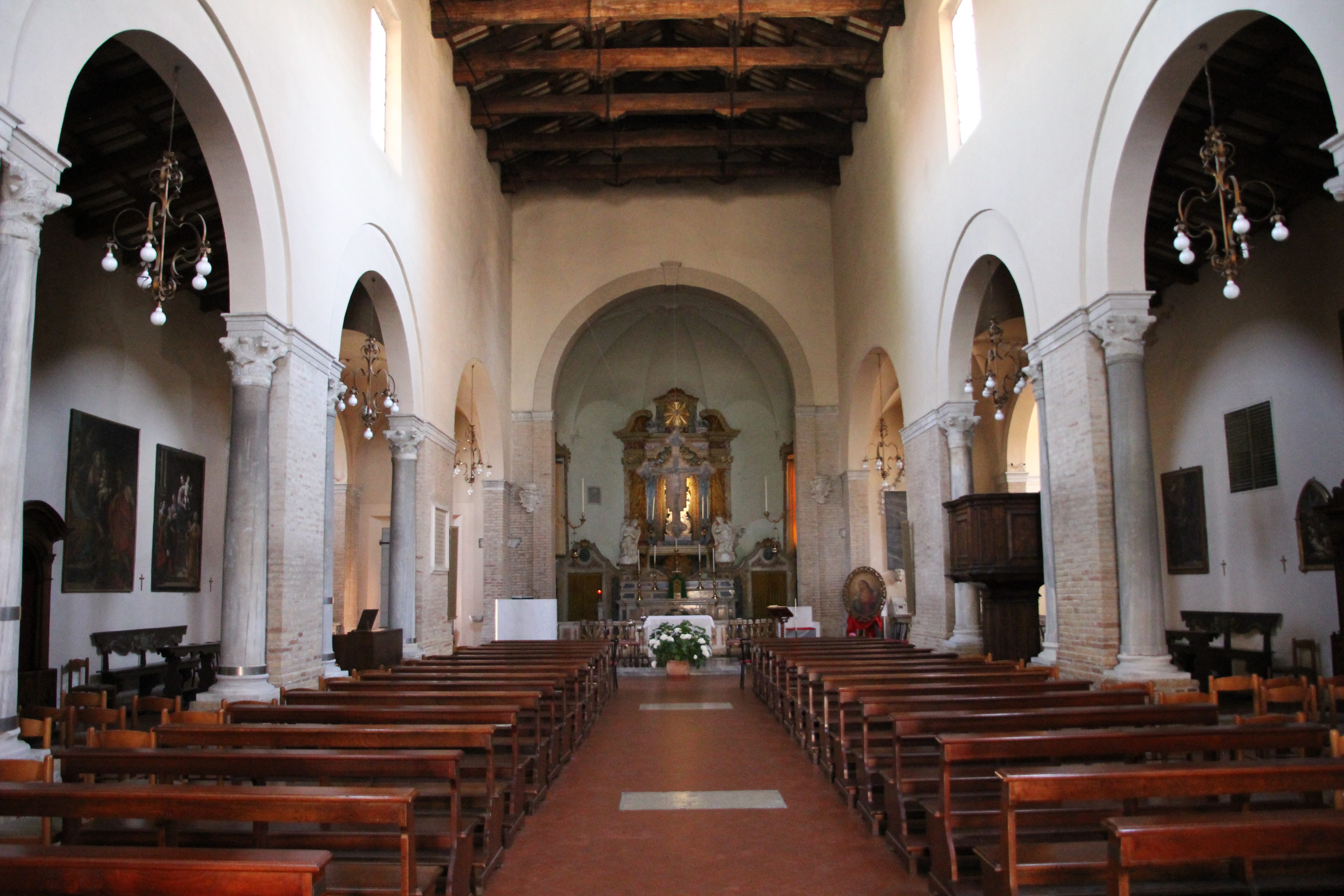
L'interno

La chiesa di Santa Maria Maggiore sorge in via Galla Placidia, alle spalle del complesso della Basilica di San Vitale e al fianco della chiesa di Santa Croce. La facciata, a salienti, è priva di decorazioni. Nel parato murario in mattoncini, si aprono, al centro, il semplice portale e, più in altro, un finestrone rettangolare.

### Interno
L'interno della chiesa è suddiviso in tre navate da due file di archi a tutto sesto sorretti da pilastri affiancati dalle colonne corinzie provenienti dall'originaria chiesa paleocristiana nei lavori di rifacimento dell'architetto Pietro Grossi terminati nel 1671.
L'abside è ancora quella originaria, seppur ha perso completamente le sue caratteristiche, compreso il mosaico con l'immagine della Madonna con bambino seduto. Sotto l'arco absidale, vi è l'altare maggiore in marmi policromi con la statua della Madonna del Bambino in marmo bianco, del XVII secolo.
In fondo alla navata sinistra si trova un quadro di Luca Longhi, con San Pietro che visita Sant'Agata in carcere. In fondo a quella destra si trova invece un sarcofago di epoca romana, che fu utilizzato come sepolcro dalla famiglia Rasponi, specialmente famosi nella patria storia per le loro improntitudini.
La chiesa è conosciuta anche col nome "Santa Maria dei Tumori", per via di un altare dedicato proprio a questa figura.

Inoltre, nella prima colonna della navata di destra , è inciso un simbolo composto da Alfa (Α), Omega (Ω) e il pesce ad indicare Cristo. Questo sta a rappresentare che "Cristo è l'inizio e la fine" e l'incisione venne probabilmente effettuata da un vandalo in epoca romana.

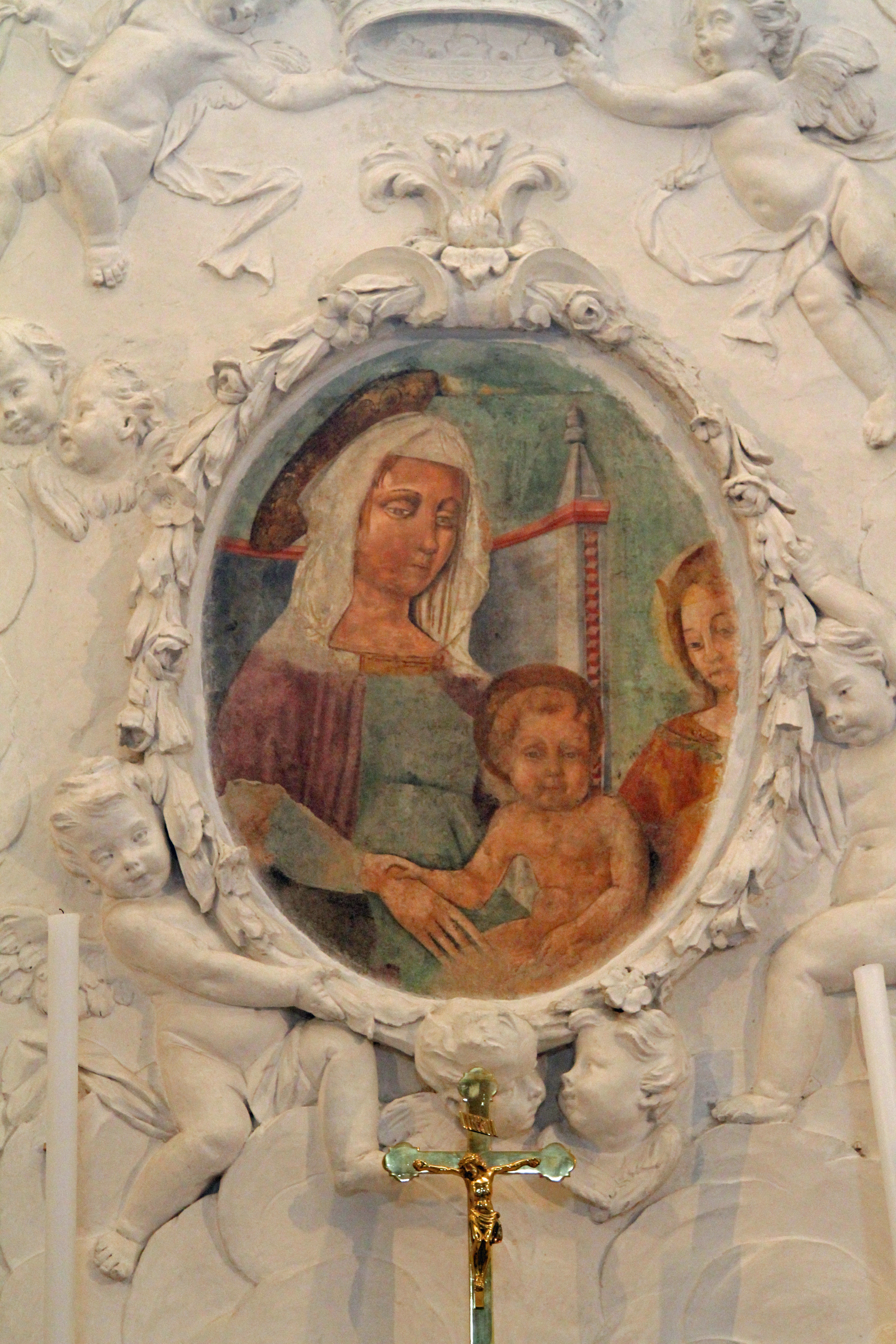
La Madonna dei Tumori

## Campanile e Campane
Alla destra della chiesa, sorge il campanile a pianta circolare (edificato tra il IX e il X secolo); in esso si aprono tre ordini di finestre: monofore nei due ordini inferiori, bifore sorrette da colonnine marmoree in quello superiore. All'interno della cella campanaria sono ospitate 3 piccole campane montate su un telaio ligneo a capriate.

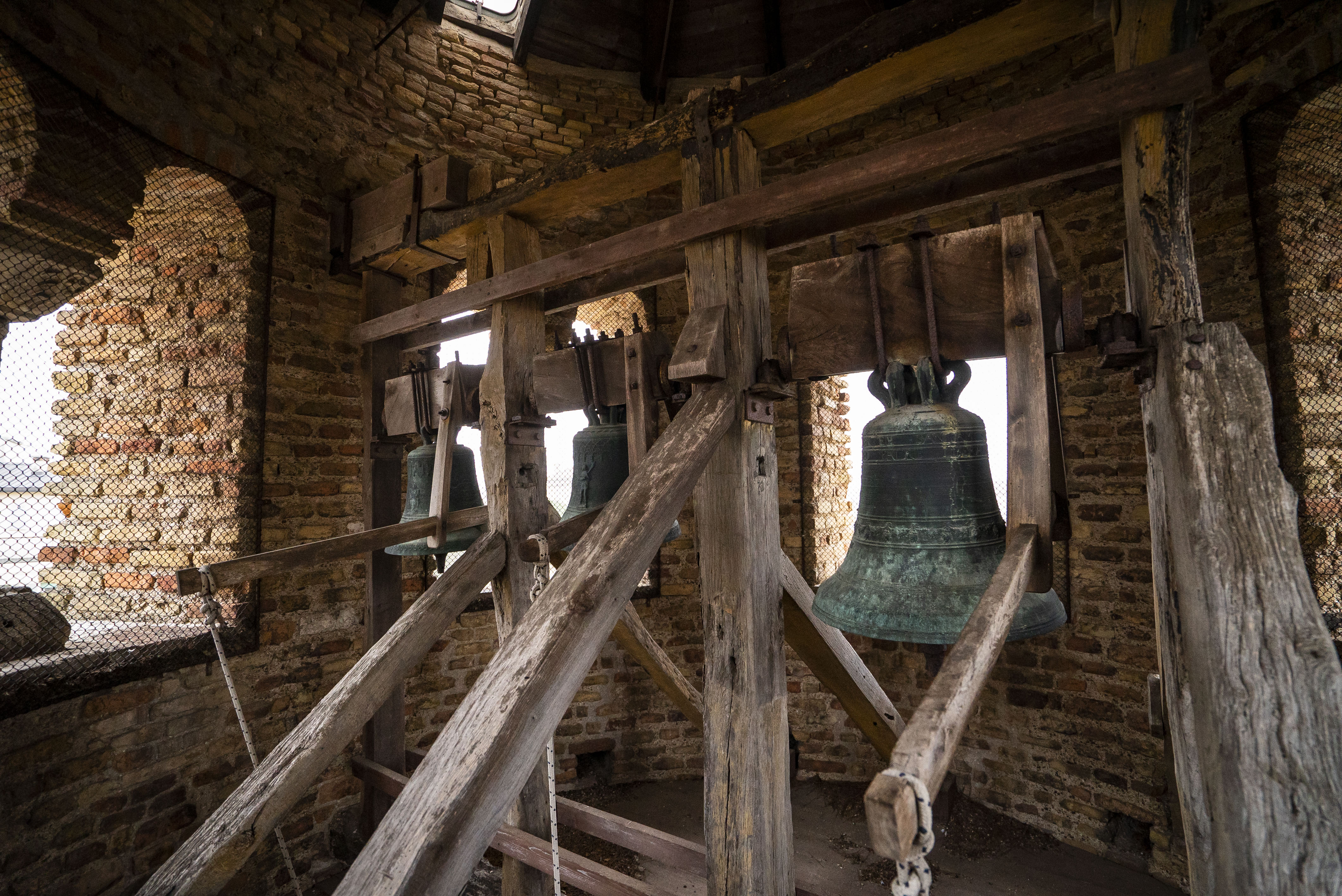
Le 3 campane

| Campana | Nota          | Diametro | Peso       | Fonditore                          | Anno | Osservazioni |
| ------- | ------------- | -------- | ---------- | ---------------------------------- | ---- | --- |
| Grossa  | Mi4 -16/100   | 59,4 cm  | 120 kg ca. | Giacomo Ambroni (Cesena)           | 1630 | È curioso lo stile usato dal fonditore, identico a quello dei Landi. Probabilmente tale Ambroni fu operaio dei Landi cesenati. |
| Mezzana | Fa#4 -6/100   | 50,5 cm  | 80 kg ca.  | Fonderia De Poli (Vittorio Veneto) | 1955 | La campana è un ripristino post-bellico, sostituisce quindi una campana più antica che venne requisita o danneggiata.          |
| Piccola | Sol#4 -24/100 | 44,9 cm  | 55 kg ca.  | Fonderia De Poli (Vittorio Veneto) | 1955 | La campana è un ripristino post-bellico, sostituisce quindi una campana più antica che venne requisita o danneggiata.          |